# 吳培棠
吳培棠（？—？），號耐沈，陝西西安府咸寧縣人，清朝政治人物。

## 生平
由附貢加捐府經歷分發四川補用，咸豐六年（1856年）補潼川府經歷，署鹽亭縣知縣、署安岳縣知縣，因攻剿山賊出力，保奏著陞用知縣，後以知州遇缺即補，並賞戴藍翎，同治元年（1862年）補四川太平縣知縣，署江津縣知縣，加運同銜，並換戴花翎，十一年（1872年）十一月署岳池縣知縣。